# آلبرت آراکلیان
آلبرت آراکلیان (ارمنی: Ալբերտ Առաքելյան؛ زادهٔ ۱۳۴۴) موسیقی‌دان، آهنگساز، نوازنده، مدرس پیانو و خواننده باریتون باس ارمنی‌تبار اهل ایران است.

## زندگی‌نامه
آلبرت آراکلیان زاده ۱۳۴۴ خورشیدی (۱۹۶۵ میلادی) در تهران است. وی فارغ‌التحصیل هارمونی کلاسیک، رشته علوم آهنگسازی از «مؤسسه دانشگاهی رسام هنر» است. آراکلیان همچنین سلفژ و ارکان پنجگانه اجرای موسیقی را زیر نظر شریف لطفی، و درس‌های کنترپوان، هارمونی کلاسیک و مدرن، فرم‌شناسی، ارکستراسیون و اصول آهنگسازی کلاسیک را نزد علیرضا مشایخی به پایان رسانده و پروژه‌های تحقیقاتی موسیقی و تحصیلات تکمیلی خود را در ارمنستان طی کرده‌است. او عضو کانون آهنگسازان سینمای ایران است و با کانون پرورش فکری کودکان و نوجوانان همکاری داشته‌است.

## فعالیت‌های هنری
برخی از فعالیت‌های هنری آلبرت آراکلیان عبارتند از:

### فیلم سینمایی
- از ما بهترون (مهرداد فرید ۱۳۸۷)[۳]
- زن‌ها شگفت‌انگیزند (مهرداد فرید ۱۳۸۹)[۴]
- بی‌تابی بیتا (مهرداد فرید ۱۳۹۰)[۵]

### فیلم تلویزیونی
- ایمیل (مجید هدایتی)
- انتقال (علیرضا بذرافشان)
- در حصار آرزو (فریدون فرهودی)[۶]
- تنهایی رود (علیرضا رزازی فر)[۷]
- لذت حقیقت (فریدون فرهودی)[۸]
- شهربانو (علی‌محمد قاسمی)
- تنهایی رود (علیرضا رزازی‌فر)[۹]
- لذت حقیقت (فریدون فرهودی)[۶]
- یاریگر (علی‌محمد قاسمی)[۶]

### پویانمایی
- زیباترین آواز[۱۰]
- مداد قرمز و کلاغ سیاه
- احمد باید بپرسد[۱۱]

### مستند
- چهل هزار فرزند[۱۲]
- هفت سفر، هفت هنر[۱۳]

### ساخت موسیقی
- آلبوم موسیقی زیر چتر اشعار (هیوا مسیح) با صدای احمدرضا احمدی[۱۴]
- موسیقی برنامه تلویزیونی سینما چهار
- برنامه تلویزیونی مستند چهار[۱۵]
- برنامه تلویزیونی سینما یک دوره اول
- برنامه تلویزیونی بدلکاران
- آگهی‌های تبلیغاتی داخلی و خارجی